# 聽穎師彈琴
《听颖师弹琴》是唐朝诗人韩愈所作，与白居易《琵琶行》、李贺《李凭箜篌引》并称为描写音乐最好的诗文。三者也有不同点：“韩足以惊人，李足以泣鬼，白足以移人”，即韩愈的《听颖师弹琴》可以令人惊叹，李贺的《李凭箜篌引》可以令鬼悲泣，白居易的《琵琶行》可以让人感动。

## 全文
|  | 昵昵儿女语，恩怨相尔汝。 划然变轩昂，勇士赴敌场。 浮云柳絮无根蒂，天地阔远随飞扬 喧啾百鸟鸣，又见孤凤凰。 跻攀分寸不可上，失事一落千丈强。 嗟余有两耳，未省听丝篁。 自闻颖师弹，起坐在一旁。 推手遽止之，湿衣泪滂滂。 颖呼尔诚能，无以冰炭置我肠。 |